# Enicospilus nervellator
Enicospilus nervellator är en stekelart som beskrevs av Aubert 1966. Enicospilus nervellator ingår i släktet Enicospilus och familjen brokparasitsteklar. Inga underarter finns listade i Catalogue of Life.